# Don't You Want Me
Don't You Want Me è un singolo del gruppo musicale new wave britannico The Human League, pubblicato il 27 novembre 1981 dall'etichetta discografica Virgin.
La canzone è stata scritta da Phil Oakey, Jo Callis e Philip Adrian Wright e prodotta da Martin Rushent e The Human League ed è il quarto singolo estratto dall'album Dare.
Il singolo ha riscosso un grande successo commerciale raggiungendo la prima posizione della classifica di molti paesi, tra cui Regno Unito, Stati Uniti, Norvegia e Canada.
Il brano è noto per essere stato il primo singolo di successo riprodotto interamente al sequencer.

## Il successo
Prima dell'uscita di Dare, tre brani - The Sound of the Crowd, Love Action (I Believe in Love) e Open Your Heart - erano già stati pubblicati come singoli di successo. La Virgin decise di pubblicare un ulteriore singolo, Don't You Want Me, nonostante i tentennamenti del cantante Philip Oakey. Con grande sorpresa di tutti, il brano entrò direttamente nella top ten della classifica britannica dei singoli e ottenne il primo posto la settimana seguente, mantenendolo per un totale di cinque settimane incluso il periodo natalizio. Fu il singolo più venduto dell'anno e il quinto in generale degli anni ottanta nel Regno Unito. Il successo venne ripetuto sei mesi dopo negli Stati Uniti, dove raggiunse il primo posto della Billboard Hot 100 per tre settimane, dando il via alla second british invasion.

## Video musicale
Il video musicale è stato diretto da Steve Barron e girato nei pressi di Slough, nello Berkshire. I protagonisti sono un'attrice (Susan Ann Sulley) e un regista, interpretato da Philip Oakey, durante la realizzazione di un film giallo.

## Tracce
7" Single (Virgin VIN 45049)
1. Don't You Want Me - 3:56
2. Seconds - 4:58

12" Maxi (Virgin VINX 846)
1. Don't You Want Me - 3:56
2. Seconds - 4:58
3. Don't You Want Me (Ext. Dance Mix) - 7:30

pubblicato anche 12" maxi no. cat. 600 495 con 'Do or Die' al posto di 'Don't You Want Me (ext. dance mix)'

## Classifiche

### Classifiche settimanali
| Classifica (1981/82)          | Posizione massima |
| ----------------------------- | ----------------- |
| Australia                     | 4                 |
| Belgio (Fiandre)              | 1                 |
| Canada                        | 1                 |
| Finlandia                     | 1                 |
| Francia                       | 13                |
| Germania                      | 5                 |
| Irlanda                       | 1                 |
| Italia                        | 10                |
| Norvegia                      | 1                 |
| Nuova Zelanda                 | 1                 |
| Paesi Bassi                   | 6                 |
| Regno Unito                   | 1                 |
| Spagna                        | 4                 |
| Stati Uniti                   | 1                 |
| Stati Uniti (dance club)      | 3                 |
| Stati Uniti (mainstream rock) | 4                 |
| Sudafrica                     | 2                 |
| Svezia                        | 3                 |
| Svizzera                      | 4                 |

### Classifiche di fine anno
| Classifica (1981) | Posizione |
| ----------------- | --------- |
| Regno Unito       | 1         |
| Classifica (1982) | Posizione |
| Australia         | 37        |
| Belgio (Fiandre)  | 31        |
| Canada            | 8         |
| Italia            | 34        |
| Nuova Zelanda     | 8         |
| Spagna            | 17        |
| Stati Uniti       | 6         |
| Sudafrica         | 16        |

### Classifiche di fine decennio
| Classifica (1980-89) | Posizione |
| -------------------- | --------- |
| Regno Unito          | 5         |

## Remix (1995)
Nel 1995 il singolo è stato l'oggetto du una nuova pubblicazione con remix di "Don't You Want Me" di Red Jerry e Snap!. La pubblicazione del singolo coincide con l'uscita della seconda raccolta Greatest Hits del gruppo.

### Tracce
12" (Virgin VST 1557)
1. Don't You Want Me (Snap 12" Extended Remix) - 6:14
2. Don't You Want Me (Red Jerry 12" Remix) - 6:11

Maxi CD (Virgin VSCDT 1557)
1. Don't You Want Me (Red Jerry 7" Remix) - 3:43
2. Don't You Want Me (Snap 7" Remix) - 3:58
3. Don't You Want Me (Red Jerry 12" Remix) - 6:11
4. Don't You Want Me (Snap 12" Extended Remix) - 6:14
5. Don't You Want Me (Red Jerry Dub Mix) - 7:01
6. Don't You Want Me (Original Version) - 3:57

### Classifiche
| Classifica (1995) | Posizione massima |
| ----------------- | ----------------- |
| Regno Unito       | 16                |

## Cover
Del brano, di notevole successo, sono state realizzate diverse cover; nel 1989 è stata pubblicata come singolo una versione incisa dalla cantante britannica Mandy Smith, tratto dall'album Mandy, mentre il gruppo Zolof the Rock & Roll Destroyer ne ha proposto una versione in chiave rock. Piuttosto nota è anche la versione del gruppo svedese Alcazar.
Nel 2011, in un episodio (il 14 della seconda stagione) del famoso telefilm Glee, è stata proposta una cover di questa canzone, cantata da Lea Michele e Darren Criss.
Il brano compare nella colonna sonora del film "I Sogni segreti di Walter Mitty" (traccia 8), ed è cantato da Bahamas.
Nel 2020 è stata realizzata e pubblicata su Spotify una versione al pianoforte del brano dalla cantante britannica Ella Eyre.